# Jeff Mangum
Pour les articles homonymes, voir Mangum (homonymie).
Jeff Mangum, (né Jefferson Nigh Mangum le 24 octobre 1970 à Ruston, Louisiane, États-Unis) est guitariste, et auteur-compositeur-interprète américain, principalement connu en tant que membre du groupe de rock indépendant Neutral Milk Hotel (qui est né à la fin des années 1980 comme un projet de Mangum) et du collectif musical Elephant 6.